# Carrhotus viduus
Carrhotus viduus är en spindelart som först beskrevs av Koch C.L. 1846.  Carrhotus viduus ingår i släktet Carrhotus och familjen hoppspindlar. Inga underarter finns listade.